# Vany
Vany ist eine französische Gemeinde mit 473 Einwohnern (Stand 1. Januar 2022) im Département Moselle in der Region Grand Est (bis 2015 Lothringen). Sie gehört zum Arrondissement Metz.

## Geographie
Vany liegt sechs Kilometer nordöstlich von Metz und nordwestlich der ehemaligen Feste Manteuffel (Fort St. Julien) auf einer Höhe zwischen 182 und 258 m über dem Meeresspiegel. Das Gemeindegebiet umfasst 3,1 km². Der Ort besteht aus den beiden Ortsteilen Vany und Villers-l’Orme (Ulmenweiler), die 1819 zusammengeschlossen wurden.

## Geschichte
Ältere Ortsbezeichnungen sind unter anderem Vairney (1300), Vernay (1331), Vony (17. Jahrhundert), Vagny (1756) und Vanny (1781). Die Ortschaft gehörte früher zum Bistum Metz.
Die goldenen Kugeln im Gemeindewappen erinnern an die Familie Mitry, die Herren der Orte Vany und Villers l’Orme waren. Das Malteserkreuz weist darauf hin, dass die Johanniterritter in Vany und Umgebung begütert waren.
Durch den Frankfurter Frieden vom 10. Mai 1871 kam die Region an das deutsche Reichsland Elsaß-Lothringen, und das Dorf wurde dem Landkreis Metz im Bezirk Lothringen zugeordnet.
Die Dorfbewohner betrieben Getreide-, Wein-, Obst- und Gemüseanbau. Im Jahre 1907 wurde in Ulmenweiler eine Reblaus-Versuchsstation als Zweigstelle der Biologischen Reichsanstalt für Land- und Forstwirtschaft gegründet. Der Entomologe, Botaniker und Önologe Carl Julius Bernhard Börner leitete diese Station von 1907 bis 1910.
Nach dem Ersten Weltkrieg musste die Region aufgrund der Bestimmungen des Versailler Vertrags 1919 an Frankreich abgetreten werden und wurde Teil des Département Moselle.
Im Zweiten Weltkrieg war die Region von der deutschen Wehrmacht besetzt.
1915–1918 trug er den eingedeutschten Namen Warningen und 1940–1944 Warnich.

### Bevölkerungsentwicklung
| Jahr      | 1962 | 1968 | 1975 | 1982 | 1990 | 1999 | 2007 | 2019 |
| Einwohner | 157  | 203  | 255  | 280  | 260  | 244  | 347  | 438  |

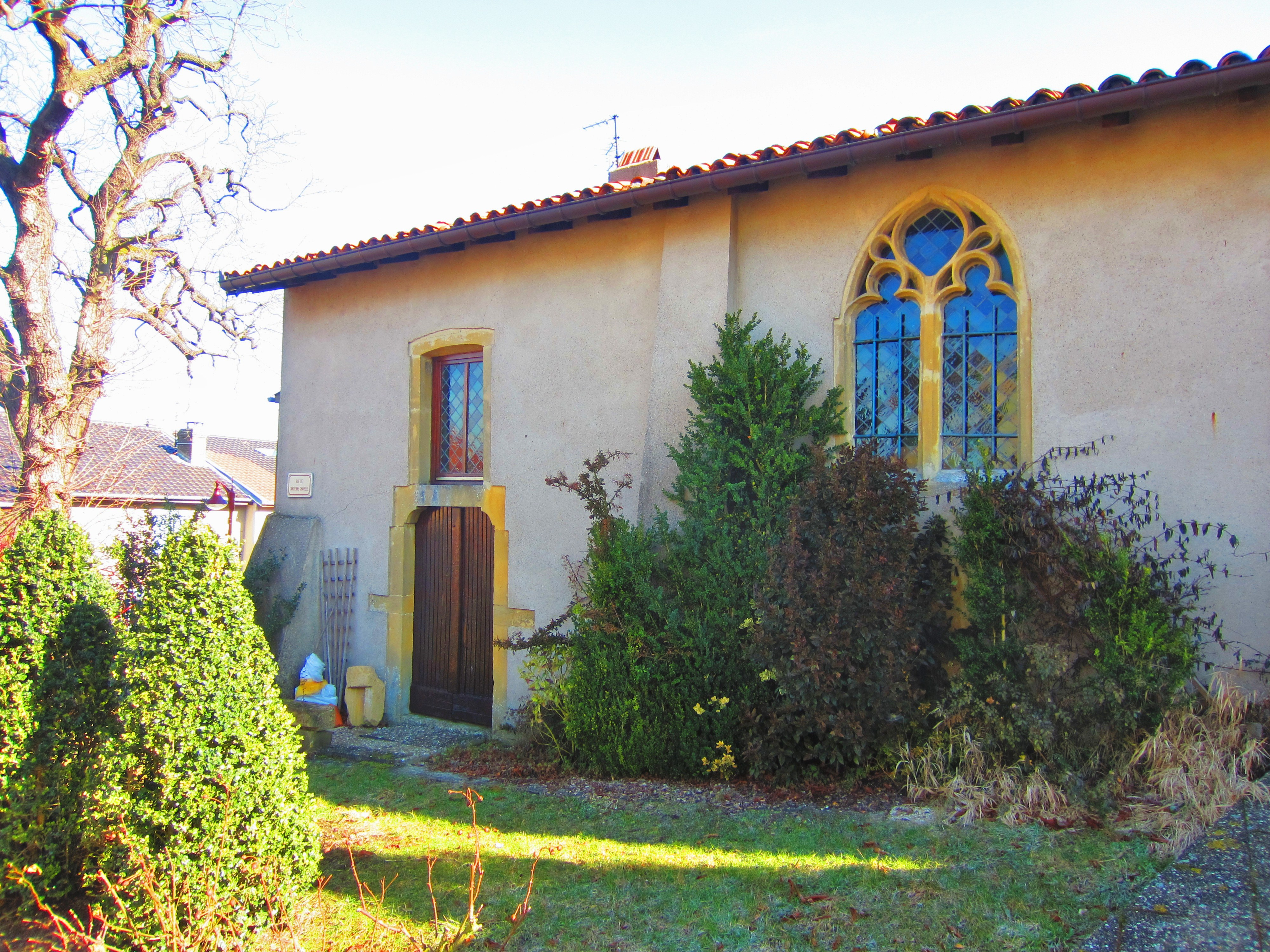
Heiliggeistkapelle
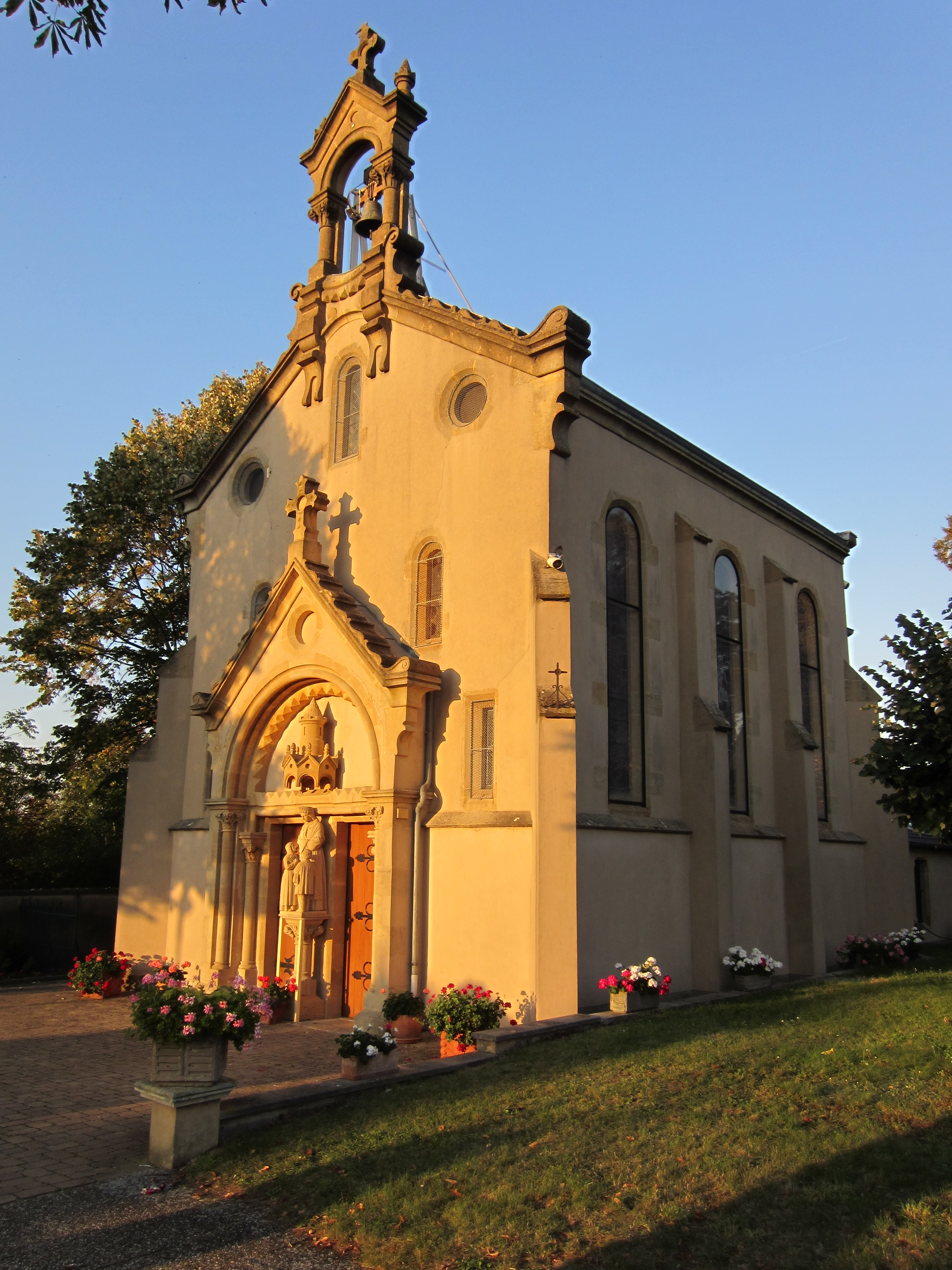
Kapelle Notre-Dame-de-la-Salette

## Belege
1. ↑  Franz Xaver Kraus: Kunst und Alterthum in Elsass-Lothringen. Beschreibende Statistik. Band III: Kunst und Althertum in Lothringen, Friedrich Bull, Straßburg 1886, S. 1001 (books.google.de).
2. 1 2  Eugen H. Th. Huhn: Deutsch-Lothringen. Landes-, Volks- und Ortskunde, Stuttgart 1875, S. 277  (google.books.de).
3. ↑  Wappenbeschreibung auf genealogie-lorraine.fr (französisch)